# Хонкадори
Хонкадори (яп. 本歌取, «следование изначальной песне») — приём в японской поэзии, представляющий из себя использование поэтами аллюзий и отсылок на более ранние известные произведения хонка (яп. 本歌, «изначальная песня»). Заимствоваться могут как отдельные образы, так и целые строки путём прямого или косвенного цитирования. Целью данного приёма является создание дополнительного ассоциативного ряда при прочтении стихотворения, а также продолжение японской непрерывной поэтической традиции.
Особенно часто хонкадори применяется в поэзии жанра танка.
Хонкадори оказал влияние на развитие таких форм японской поэзии как рэнга, или поэтика «нанизанных строф», и хайку.

## История появления
А. Е. Глускина во многом связывает появление этого приёма с влиянием народной поэтики на литературную поэзию Японии в VII—VIII веках. Народная поэзия склонна в разных произведениях использовать одни и те же эпитеты, тропы, зачины, что стало характерно и для японской авторской поэзии того времени.
Т. П. Григорьева в статье «О просветительстве в Японии» также связывала распространение хонкадори с японским традиционным образом мышления:
«Традиционное сознание, представление о движении по кругу как о возрождении старого в новом цикле определило метод художников, породило стремление не заменять одно другим, а обновлять, оживлять то, что было, сохранять накопленное не как предмет поклонения, а как живую модель».
Среди самих японских поэтов одним из первых принцип хонкадори сформулировал Фудзивара-но Кинто в теоретическом трактате «Синсэн дзуйно», и его идеи продолжил и развил Фудзивара-но Тэйка в предисловии (теоретическом комментарии) к своему сборнику поэзии «Киндай сюка»:
«Слово вздыхает о старине, душа — жаждет новизны и требует несравненного, возвышенного облика. Песни, сложенные в эру Кампё и времена более ранние… Если не у них, у кого же учиться, чтобы слагать хорошие песни? С любовью обратим взоры свои к старине и позаимствуем слова из старых песен. Это называется „следовать изначальной песне“».
Он же сформулировал правила использования хонкадори:
1. Хонка должна быть из Сандайсю либо авторства выдающихся поэтов эпохи Сандайсю (трех первых императорских сборников поэзии);
2. Заимствовать можно не более 2 фраз и не более 3-4 символов;
3. Положение заимствованной фразы в новом тексте должно отличаться от такового в хонка;
4. Лучше менять тему стихотворения при заимствовании (например, строку из старого стихотворения о весне стоит использовать в стихотворении о любви)[5].

В ходе развития этого приёма, однако, правила использования хонкадори значительно расширились.

## Дальнейшее развитие
Наибольшее распространение хонкадори получил после X века в эпоху распространения поэтических собраний, в частности императорских поэтических антологий. Классическим источником хонкадори является, например, заимствование из таких сборников как «Манъёсю», «Кокинсю» и «Синкокинсю», а также из поэмы «Повесть о доме Гэндзи».

Использование хонкадори можно увидеть в следующих стихотворениях поэзии вака:
Какияриси
Соно куроками-но
Cудзи гото ни
Ути фусу ходо ва
Омокагэ дзо тацу
Пряди чёрных волос,
что распущены были небрежно
в ту счастливую ночь,
вновь и вновь я перебираю,
словно сладкие воспоминания…
Фудзивара-но Тэйка (1162—1241)
Хонка, заимствование из которой можно видеть в этом стихотворении, считается следующее стихотворение:
Куроками-но
Мидарэ мо сирадзу
Ути фусэба
Мадзу какияриси
Хито дзо коисики
Волны чёрных волос
распущены и перевиты
я на ложе одна
вспоминаю, как нежно милый
их разглаживал прядь за прядью.
Идзуми Сикибу (976 — начало XI веков)
Другим примером можно считать следующее:
Ама-но хара
Фурисакэ мирэба
Цукикиёми
Аки-но ё итаку
Фукэ ни кэру ка на
Поднимаю глаза,
смотрю на бескрайнее небо.
Как сияет луна!
Незаметно, неотвратимо
приближается ночь к исходу…
Минамото-но Санэтомо (1192—1219)
Здесь хонка является стихотворение VIII века:
Ама-но хара
Фурисакэ мирэба
Касуга нару
Микаса-но яма ни
Идэси цуки камо
Поднимаю глаза,
смотрю на бескрайнее небо —
верно, та же луна
нынче ночью так же сияет
в Касуга, над горой Микаса…
Абэ-но Накамаро (698—770)
Касаемо жанра хайку, то одним из наиболее известных авторов жанра, использующих хонкадори в своих произведениях, является японский поэт Мацуо Басё. Например, в следующем стихотворении:
Акаакато
Хи ва цурэнаку мо
Аки-но кадзэ

Яркое-яркое
Солнце, хоть и палит нещадно, -
Осенний ветер.
Мацуо Басё (1644—1694)
Хонка для этого стихотворения считается следующее:
Сума ва курэ
Акаиси-но хоо ва
Акаакато
Хи ва цурэнаку мо
Акикадзэ дзо фуку
Вечер в Сума.
Над Акаиси
Яркое-яркое
Солнце, хоть и палит нещадно, —
Осенний ветер дует.
Фудзивара Тосиюки (ум. в 907 г.)
Помимо непосредственно использования, Мацуо Басё, а точнее его ученики Мукаи Кёрай (1651—1704) и Хаттори Дохо (1657—1730) одними из первых с его слов составляли теоретические труды о хонкадори, занимаясь исследованием этого литературного феномена и прослеживая его использование в произведениях поэта.

## Критика
Данный приём неоднократно подвергался критике. Так, Фудзивара-но Киёсукэ (1104—1177) из консервативной поэтической школы Рокудзё считал подобное использование старых мотивов «кражей старой поэзии», в то время как его современник представитель школы Микохидари Фудзивара-но Тосинари (1114—1204) признавал это заслуживающим существования литературным приёмом.
Также мнение о том, что хонкадори является «плагиатом» высказывал японский литературный деятель Масаока Сики при оценке литературного наследия Мацуо Басё в своей статье «Беседы о Басё», акцентируя внимание на чрезмерной формализации и повторяемости японской поэзии конца феодального периода. На сегодняшний день эта точка зрения считается не совсем точной, поскольку практически не учитывает особенности эпохи формирования поэтики Басё, такие как коллективный характер написания предшествующего хайку жанра рэнга, исключающий понятие плагиата в принципе.